# The Commonwealth Club
The Commonwealth Club ist ein privater Gentlemen’s Club in Richmond im Bundesstaat Virginia der Vereinigten Staaten. Das Gebäude wurde bereits 1891 fertiggestellt und dient auch heute noch als Clubhaus. Es befindet sich an der Adresse 401 West Franklin Street und ist als Contributing Property des Commonwealth Club Historic District in das National Register of Historic Places eingetragen. Der Commonwealth Club wird als eines der vorzeigbarsten Beispiele für die Architektur in Richmond angesehen und war ein physisches Symbol für die New-South-Bewegung der Stadt zum Ende des 19. Jahrhunderts.

## Architektur
Nach einem erfolglosen Versuch, Pläne von örtlichen Unternehmen zu kaufen, sah sich der Vorstand des Commonwealth Club außerhalb von Richmond nach einem Baustil um, der die zunehmend als eigenständig anerkannte US-amerikanische Architektur aufgreifen sollte. Das vorgesehene Baugrundstück lag zudem hoch über dem Straßenniveau. Der Vorstand bevorzugte einen eleganten Stil, der zugleich den südlichen Charakter der Stadt Richmond widerspiegeln sollte. Aus einer Gruppe von vier Unternehmen wurde schließlich das New Yorker Architekturbüro Carrère and Hastings mit dem Bau beauftragt.
Der Commonwealth Club sticht aus den anderen Gebäuden der Stadt deutlich hervor. Das Gebäude ist wesentlich charakterisiert durch seine tiefroten Backsteine, Verzierungen aus Sandstein sowie terrakottafarbene Kartuschen. Der Baustil enthält Elemente sowohl der Neuromanik als auch der Neorenaissance, wodurch es zum einen traditionelle Wurzeln und zum anderen die Fähigkeit der Einwohner von Richmond widerspiegelt, sich einen Architekturstil auf nationalem Niveau zu leisten.